# The Soul of Kura San
The Soul of Kura San er en amerikansk stumfilm fra 1916 af Edward LeSaint.

## Medvirkende
- Sessue Hayakawa som Toyo.
- Myrtle Stedman som Anne Willoughby.
- Tsuru Aoki som Kura-San.
- George Webb som Herbert Graham.
- Kisaburô Kurihara som Naguchi.